# Emanuel De Geer (1817–1877)
Carl Emanuel de Geer, född 14 februari 1817 på Frötuna gård i Rasbo församling, Uppsala län, död 8 oktober 1877 i Stockholm, var en svensk friherre, kabinettskammarherre, godsägare och riksdagsman.
De Geer avlade kansliexamen 1835 och blev samma år fanjunkare. Efter officersexamen 1837 blev han underlöjtnant vid livregementes dragonkår. De Geer befordrades 1845 till löjtnant och 1857 till ryttmästare innan han 1860 tog avsked från det militära. Han blev kabinettskammarherre 1859, från 1872 var han tjänstfri från hovet. De Geer var ledamot av Ridderskapet och adeln vid riksdagarna 1844–1845, 1847–1848, 1853–1854 och 1865–1866. Han var ledamot av första kammaren 1873–1877, invald i Uppsala läns valkrets.
Efter sin far övertog han 1861 fideikommisset Frötuna, och ägde dessutom Lövstabruk med underlydande egendomar, Väsby i Hammarby socken, en fastighet vid Västra Trädgårdsgatan i Stockholm samt en annan vid Kungsängsgatan i Uppsala.